# Left 4 Dead (серія ігор)
Left 4 Dead — серія багатокористувацьких відеоігор у жанрах шутера від першої особи та survival horror, розроблена і видана Valve Corporation. Розробка гри завершилася 13 листопада 2008 року і перша частина була видана 18 листопада.

## Загальний огляд

### Особливості
Відеоігри серії виконані у жанрах шутер від першої особи та survival horror. Розробники намагаються передати атмосферу жаху та відчаю, які панують у результаті поширення невідомого вірусу, що виник у відеоігровому всесвіті та перетворив людей на монстрів. Завдяки роботі «Режисера» (штучного інтелекту, що стежить за грою та впливає на геймплей), кожне проходження гри унікальне та неповторне, а наголос на командні дії робить гру однією з найкращих серед кооперативних шутерів. Також унікальність цієї серії шутерів надає незвичайний мережевий режим, у якому команди супротивників поставлені в різні умови: одні грають за людей, а інші — за особливих Заражених.
| Країна    | Рейтинг |
| --------- | ------- |
| Австралія | 15+     |
| США       | 18+     |
| Росія     | 16+     |

## Історія

### Left 4 Dead
Гру було випущено 18 листопада 2008. За сюжетом відеогри, населення США охопив зомбі-вірус, який викликає в заражених нестримне бажання скуштувати людського м'яса. Уряд США вирішив евакуювати людей, що залишилися до безпечних зон. Але четверо наших героїв не встигли врятуватися, і тепер вони рятуються самостійно.
Відеогра має сім кампаній. Кожна кампанія ділиться на кілька карт, які з'єднані між собою укриттями. Всі кампанії пов'язані між собою сюжетом. Кожна кампанія закінчується так: герої приходять до локації в якій багато зброї, ліків, патронів, а потім активують подію, через яку до них прибуває Орда, гравці відбиваються кілька хвилин і до них прибуває транспорт.

### Left 4 Dead 2
Наступного року вийшов сиквел до оригінальної відеогри. Дія Left 4 Dead 2 відбувається в період після витоку невідомого вірусу, який зомбує людей і призвів до хаосу у всьому світі. У центрі уваги — виживання чотирьох людей зі стійким імунітетом до вірусу та їх боротьба з ордами заражених. Ті, що вижили повинні пробиватися через рівні, розділені притулками (англ. safe room) — добре захищеними та укріпленими приміщеннями, недосяжними для заражених будь-якого типу, (які діють як контрольні точки), з метою досягнення рятувального транспорту в фіналі кампанії.
Одразу після виходу гра мала великий успіх та отримала безліч позитивних відгуків. Як і в першій частині гри, розробникам вдалося добре передати атмосферу жаху та відчаю, які панують в результаті поширення невідомого вірусу, що виник в ігровому всесвіті та перетворив людей у монстрів. Завдяки роботі «Режисера» (штучного інтелекту, що стежить за грою та впливає на геймплей), кожне проходження гри унікальне та неповторне, а наголос на командні дії робить гру однією з найкращих серед кооперативних шутерів. Також унікальність цієї серії шутерів надає незвичайний мережевий режим, в якому команди супротивників поставлені в різні умови: одні грають за людей, а інші — за особливих Заражених. Як і перша частина, гра створена на власному рушію Valve Corporation — Source версії 15 для платформ Windows NT, Xbox 360, Mac OS X, Linux. У порівнянні з Left 4 Dead графіка в грі зазнала ряду поліпшень: у гру додали погодні явища; текстури стали краще деталізовані; анімація заражених та фізика ушкоджень стали більш пропрацьованими (були додані відірвані кінцівки, бризки крові, пошкодження від куль). Також був перероблений геймплей.
23 грудня 2009 року була додана офіційна підтримка карт та аддонів з першої частини гри. Також був випущений SDK.